# Мульда (геология)

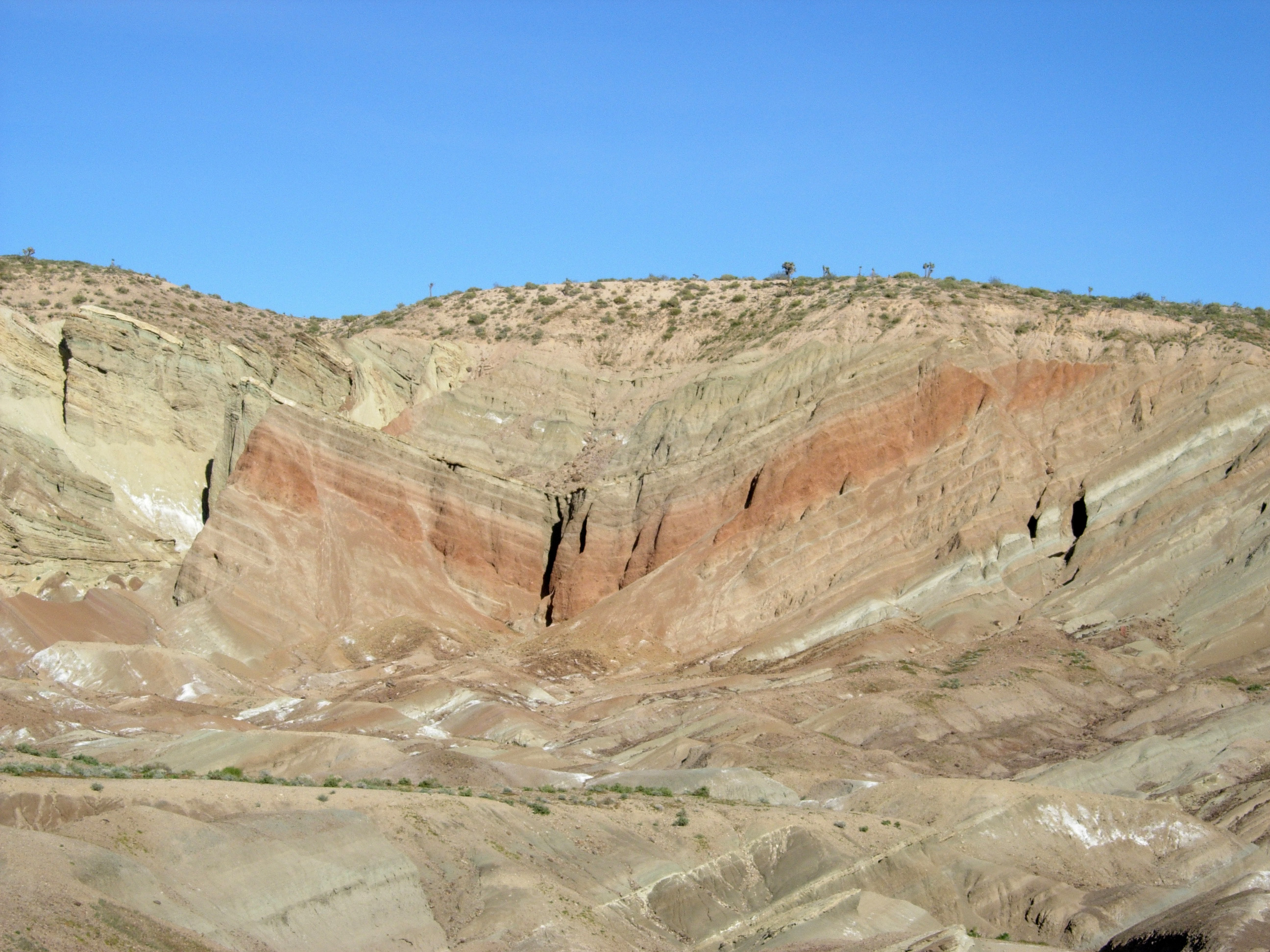

Мульда (от нем. mulde — корыто) — форма залегания слоёв горных пород в виде чаши или корытообразного прогиба, общее название изометрических или овальных пологих тектонических прогибов, или их частей в виде синклинали.

## Описание
Отложения, наполняющие мульду, обычно слабо дислоцированы, залегают трансгрессивно, часто с угловым несогласованием на подстилающих толщах. Мульды формируются в условиях относительно спокойного тектонического режима, например в конечной стадии геосинклинального развития.